# Felix (thức ăn cho mèo)
Felix là nhãn hiệu thức ăn cho mèo của Anh hiện thuộc sở hữu của Nestlé Purina PetCare. Sản phẩm tạo ra thức ăn ướt và khô trong cả túi và hộp thiếc cũng như bánh quy khô và đồ ăn vặt cho mèo. Linh vật của thương hiệu kể từ năm 1989 là một con mèo đen và trắng có tên "Felix the Cat".